# 플라시 전투
플라시 전투는 영국 동인도 회사가 벵골 수바와 프랑스 동인도 회사를 상대로 거둔 결정적인 승리로, 1757년 6월 23일 발발했다. 7년 전쟁의 일환이었던 이 전투는 벵골 내에서 영국의 주도권을 확실시하게 되었고, 이후 100년간 인도 전체를 지배하는 기틀을 마련했다.
전투는 캘커타에서 북쪽으로 150km 떨어져 있고 벵골 수바의 주도였던 무르시다바드 남쪽에 위치한 후글리강의 강둑에 위치한 팔라시에서 벌어졌다. 시라즈 우드다둘라의 벵골군과 영국 동인도 회사가 교전했다. 시라즈 우드다둘라는 1년 전 벵골의 태수가 되었고, 그는 영국인들에게 요새화 확장 작업을 중단할 것을 요구했다. 로버트 클라이브는 시라즈 군대의 사령관인 미르 자파르에게 뇌물을 전했고, 그에게 벵골의 태수 자리를 약속했다. 그는 1757년 플라시에서 시라즈를 무찌르고 캘커타를 점령했다.
전투는 영국이 점령한 캘커타에 시라즈 우드다둘라가 공격을 가하고 블랙홀 학살을 저지른 것에서 시작되었다. 영국은 클라이브 남작과 찰스 왓슨을 마드라스에서 파견해 벵골로 진격했고, 캘커타를 탈환했다. 클라이브는 찬다나가르 전투에서 프랑스 요새를 포위하는 계획을 개시했다. 시라즈 우드다둘라와 영국인들 사이의 긴장과 의심이 플라시 전투로 폭발한 것이었다. 이 전투는 7년 전쟁 도중에 발발했고, 유럽 내 라이벌이었던 프랑스 동인도 회사가 영국에 맞서기 위해 소규모 부대를 파견했다. 시라즈 우드다둘라는 수적으로 우세한 병력을 보유하고 있었다. 영국군은 수적 열세를 우려하여 시라즈 우드다둘라의 장군들인 미르 자파르, 야르 루투프 칸, 자가트 세스 등과 음모를 맺었다. 전투는 11시간 만에 끝났다.

## 같이 보기
- 북사르 전투